# Hypostomus perdido
Hypostomus perdido es un pez siluriforme de agua dulce del género Hypostomus de la familia Loricariidae. Esta especie, que se caracteriza por presentar un patrón inusual de dientes unicúspides, se distribuye en el centro-sur de Sudamérica.

## Distribución y hábitat

En rojo se indica en el mapa el municipio brasileño de Bodoquena, de donde proviene el ejemplar tipo.

Esta especie habita en la ecorregión de agua dulce Paraguay,
en cursos fluviales de aguas cálidas en el centro de Sudamérica, correspondientes a la cuenca del Plata, en la subcuenca del río Paraguay en el centro-sur de Brasil. Es endémico del estado de Mato Grosso del Sur, específicamente del río Perdido (en la meseta Bodoquena), el que forma parte de la cuenca del río Apa, un afluente por la margen izquierda del río Paraguay, el cual a su vez es vuelca sus aguas en el río Paraná, uno de los ríos formadores del Río de la Plata, el cual desemboca en el océano Atlántico. 
Características de su hábitat
El río Perdido superior, a lo largo de sus primeros 50 km, desciende desde los 550 hasta los 350 m s. n. m. a través de terrenos calcáreos de la meseta Bodoquena; entre 2 y 3 km de ese recorrido lo hace de manera subterránea. En el tramo sobre la meseta el río posee una anchura de entre 10 y 12 m. Las aguas superan, mediante cascadas de 1 a 5 metros de altura, a depósitos de toba calcárea que representan varias veces al curso fluvial, formando de este modo pozones de 12 m de profundidad. Ellos son el hábitat de este pez. Presentan bordes de roca vertical, flujo muy lento, un sustrato compuesto por arcilla calcárea blanquecina, y abundantes ramas y troncos sumergidos. En la temporada de lluvias, debido a la arcilla en suspensión, el agua exhibe turbidez; durante la estación seca, en cambio, el agua es muy clara, con elevada transparencia.
Luego de superar el parque nacional Sierra de Bodoquena, su rumbo sur gira hacia el suroeste para bajar por las escarpas de la meseta y fluye 250 km más hasta desembocar el río Perdido en el río Apa, a una altitud de unos 100 m s. n. m.
Otros Hypostomus de la cuenca del Paraguay
Son numerosas las especies de loricáridos que también habitan en la cuenca del río Paraguay; centrándose solo en sus congéneres, allí también viven: Hypostomus boulengeri, H. cochliodon, H. latifrons, H. careopinnatus, H. ternetzi , H. borellii, H. latirostris, H. variostictus, H. piratatu, H. mutucae, H. peckoltoides y H. regani.

## Taxonomía
Esta especie fue descrita originalmente en el año 2014 por los ictiólogos Claudio H. Zawadzki, Luiz F. C. Tencatt y Otávio Froehlich.
Localidad y ejemplar tipo
El holotipo es un ejemplar de 159,1 mm de largo, al cual le fue asignado el código MZUSP 111064. La localidad tipo es: Brasil, estado de Mato Grosso del Sur, Bodoquena, río Perdido, cuenca del río Paraguay. Fue colectado el 8 de septiembre de 2005 por O. Froehlich, en las coordenadas 21°17’09”S 56°41’47”W.
Etimología
Etimológicamente Hypostomus se construye con dos palabras del idioma griego, en donde: hipo significa 'bajo' y estoma que es 'boca'. El término específico perdido refiere al nombre del curso fluvial donde fue colectado el ejemplar tipo: el río Perdido. Es un adjetivo nominativo, masculino y singular.